# Efecte Rashomon
L'efecte Rashomon és una tècnica narrativa que consisteix a mostrar diverses interpretacions d’una mateixa història des de punts de vista contradictoris.
El nom de l'efecte prové de la pel·lícula Rashōmon, dirigida per Akira Kurosawa l’any 1950. La pel·lícula està inspirada en la literatura de Ryūnosuke Akutagawa i narra com quatre testimonis descriuen un assassinat de maneres diferents.

## Influència
L'enfocament de Kurosawa va tenir una influència cinemàtica i cultural remarcable, ja que aquesta pel·lícula va fer arribar al cinema i a la televisió una narració sorprenent i molt diferent de la que s'havia vist anteriorment. Moltes pel·lícules i programes de televisió s'han basat en l'efecte Rashomon incorporant flashbacks contradictoris de diferents narradors.
Alguns exemples de pel·lícules que han utilitzat l'efecte Rashomon són Sospitosos habituals (Bryan Singer, 1995), Fight Club (David Fincher, 1999), Tape (Richard Linklater, 2001), Hero (Zhang Yimou, 2002) i Gone girl (David Fincher, 2014).
Actualment, el nom també s'utilitza per simbolitzar nocions generals sobre la relativitat de la veritat i la fiabilitat de la memòria (subjectivitat). En l'àmbit jurídic, per exemple, els advocats i els jutges habitualment parlen de "l'efecte Rashomon" quan els testimonis de primera mà es confronten amb testimoni contradictori.
En les ciències socials s'ha utilitzat l'"efecte Rashomon" per referir-se a situacions en què la importància d'un esdeveniment, un objectiu o un valor definit en termes abstractes no és objecte de disputa, però hi ha diferents visions o valoracions respecte al perquè, el com, el qui i el perquè d'això. Encara que l'"efecte Rashomon" té importants implicacions epistemològiques, també pot ser un recurs heurístic per aproximar a l'anàlisi de les narratives i de les teleologies per les quals es construeix, s'estructura i es representa la realitat social.